# Liste der Kulturdenkmale in Rottewitz

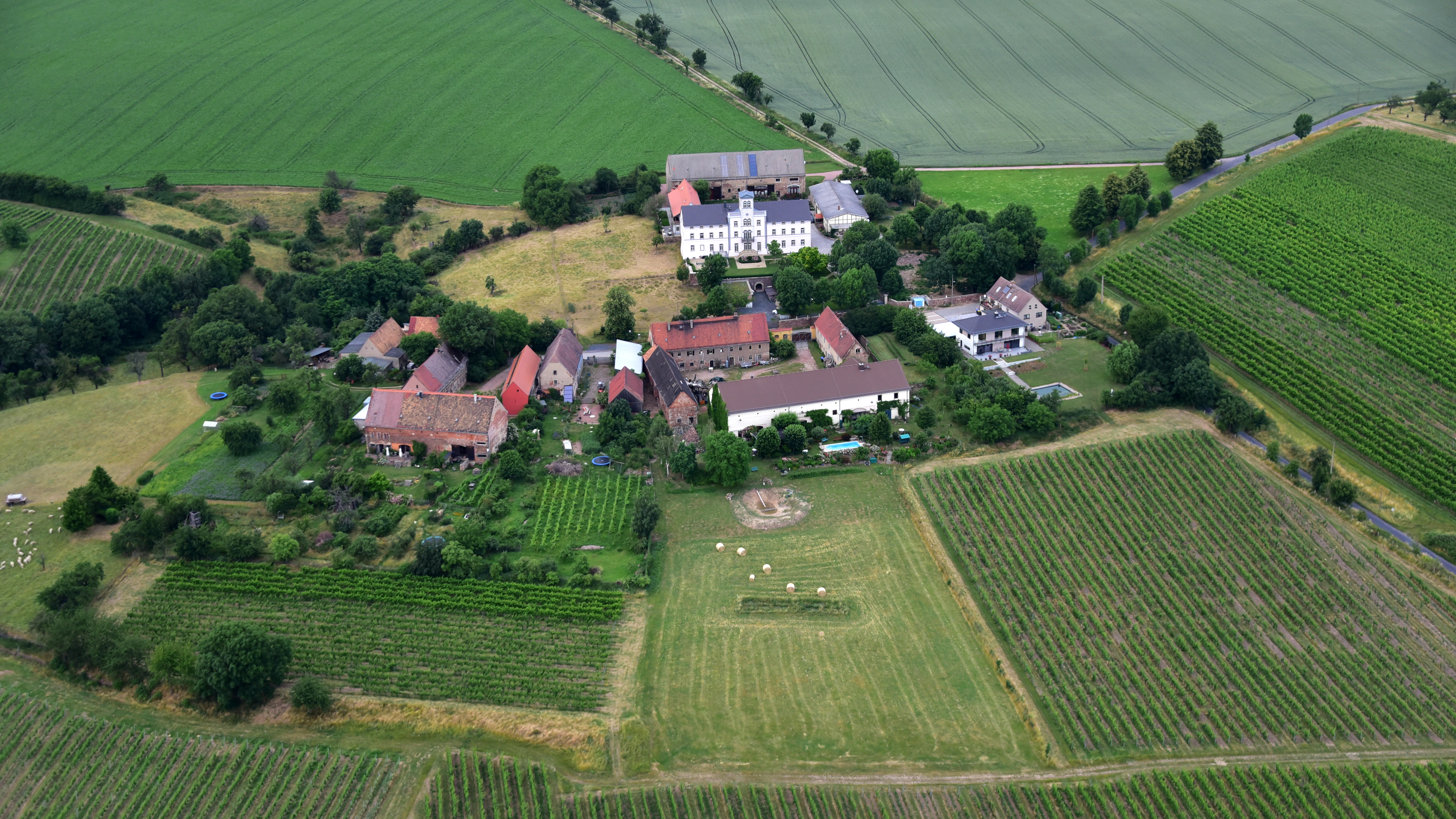
Blick auf Rottewitz

In der Liste der Kulturdenkmale in Rottewitz sind die Kulturdenkmale der im Norden der Stadt Meißen am rechten Ufer der Elbe gelegenen Gemarkung Rottewitz verzeichnet, die bis Februar 2021 vom Landesamt für Denkmalpflege Sachsen erfasst wurden (ohne archäologische Kulturdenkmale). Die Anmerkungen sind zu beachten.
Diese Aufzählung ist eine Teilmenge der Liste der Kulturdenkmale in Meißen.

## Liste der Kulturdenkmale in Rottewitz
| Bild           | Bezeichnung                                                                             | Lage                             | Datierung                                                                     | Beschreibung | ID       |
| -------------- | --------------------------------------------------------------------------------------- | -------------------------------- | ----------------------------------------------------------------------------- | --- | -------- |
| Weitere Bilder | Wohnstallhaus, Seitengebäude, Scheune, Bauerngarten und Einfriedung eines Dreiseithofes | Rottewitzer Straße 2 (Karte)     | 1820er Jahre (Wohnstallhaus und Seitengebäude); bezeichnet mit 1898 (Scheune) | Markantes ländliches Anwesen aus der ersten Hälfte des 19. Jahrhunderts im Ortsteil Rottewitz, Anlage sozial-, bau- und siedlungsgeschichtlich bedeutend, auf Grund ihrer Geschlossenheit von besonderem denkmalpflegerischen Belang | 09268076 |
| Weitere Bilder | Wohnstallhaus eines Bauernhofes                                                         | Rottewitzer Straße 4 (Karte)     | Bezeichnet mit 1824                                                           | Baugeschichtlich von Bedeutung, ein Fachwerkbau, Zeugnis bäuerlicher Lebensweise vergangener Zeiten im Ortsteil Rottewitz | 09300905 |
| Weitere Bilder | Herrenhaus, Verbindungsbau und Scheune des Rittergutes                                  | Rottewitzer Straße 5, 5b (Karte) | Bezeichnet mit 1852, älterer Kern                                             | Künstlerisch, baugeschichtlich, ortsgeschichtlich und landschaftsgestaltend von Bedeutung, weithin sichtbares Gehöft von monumentaler Wirkung im Ortsteil Rottewitz                                                                  | 09268075 |

## Tabellenlegende
- Bild: Bild des Kulturdenkmals, ggf. zusätzlich mit einem Link zu weiteren Fotos des Kulturdenkmals im Medienarchiv Wikimedia Commons. Wenn man auf das Kamerasymbol klickt, können Fotos zu Kulturdenkmalen aus dieser Liste hochgeladen werden:
- Bezeichnung: Denkmalgeschützte Objekte und ggf. Bauwerksname des Kulturdenkmals
- Lage: Straßenname und Hausnummer oder Flurstücknummer des Kulturdenkmals. Die Grundsortierung der Liste erfolgt nach dieser Adresse. Der Link (Karte) führt zu verschiedenen Kartendiensten mit der Position des Kulturdenkmals. Fehlt dieser Link, wurden die Koordinaten noch nicht eingetragen. Sind diese bekannt, können sie über ein Tool mit einer Kartenansicht einfach nachgetragen werden. In dieser Kartenansicht sind Kulturdenkmale ohne Koordinaten mit einem roten bzw. orangen Marker dargestellt und können durch Verschieben auf die richtige Position in der Karte mit Koordinaten versehen werden. Kulturdenkmale ohne Bild sind an einem blauen bzw. roten Marker erkennbar.
- Datierung: Baubeginn, Fertigstellung, Datum der Erstnennung oder grobe zeitliche Einordnung entsprechend des Eintrags in der sächsischen Denkmaldatenbank
- Beschreibung: Kurzcharakteristik des Kulturdenkmals entsprechend des Eintrags in der sächsischen Denkmaldatenbank, ggf. ergänzt durch die dort nur selten veröffentlichten Erfassungstexte oder zusätzliche Informationen
- ID: Vom Landesamt für Denkmalpflege Sachsen vergebene, das Kulturdenkmal eindeutig identifizierende Objekt-Nummer. Der Link führt zum PDF-Denkmaldokument des Landesamtes für Denkmalpflege Sachsen. Bei ehemaligen Kulturdenkmalen können die Objektnummern unbekannt sein und deshalb fehlen bzw. die Links von aus der Datenbank entfernten Objektnummern ins Leere führen. Ein ggf. vorhandenes Icon  führt zu den Angaben des Kulturdenkmals bei Wikidata.